# Federico Gay
Federico Gay (Turijn 16 juli 1896 - aldaar, 15 april 1989) was een Italiaans wielrenner.

## Belangrijkste overwinningen
1919
- Coppa Zanardelli

1921
- Milaan-Turijn

1921
- 13e etappe Ronde van Frankrijk

1924
- 2e, 3e, 5e en 6e etappe Ronde van Italië
- Milaan-Turijn

1925
- Eindklassement Zürich-Berlijn

1932
- Italiaans kampioen Halve Fond (baan), Elite

1933
- Italiaans kampioen Halve Fond (baan), Elite

## Resultaten in voornaamste wedstrijden
| Jaar | Ronde van Italië | Ronde van Frankrijk | Ronde van Spanje |
| ---- | ---------------- | ------------------- | ---------------- |
| 1915 |                  |                     |                  |
| 1920 |                  |                     |                  |
| 1921 | 6e               |                     |                  |
| 1922 |                  | 13e (1)             |                  |
| 1923 | 4e               |                     |                  |
| 1924 | ↑ (4)            |                     |                  |
| 1925 |                  | 10e                 |                  |
| 1927 |                  |                     |                  |
| 1928 | 23e              |                     |                  |

| Jaar | Milaan-San Remo | Parijs-Roubaix | Ronde van Lombardije |
| ---- | --------------- | -------------- | -------------------- |
| 1915 |                 |                | 14e                  |
| 1920 |                 |                | 7e                   |
| 1921 | 15e             |                | Brons                |
| 1922 |                 |                | 4e                   |
| 1923 | 14e             | 7e             | Brons                |
| 1924 | 5e              | 7e             | 13e                  |
| 1925 |                 | 49e            |                      |
| 1927 | 8e              |                |                      |
| 1928 | 27e             |                |                      |

- Bibliothèque nationale de France: cb17059217m (data)
- International Standard Name Identifier: 0000 0004 5966 6851
- Virtual International Authority File: 69147095169325082735